# Billy Gray (attore 1904)
Billy Gray (New York, 17 marzo 1904 – Los Angeles, 4 gennaio 1978) è stato un attore statunitense.

## Filmografia
- La ragazza della porta accanto (The Girl Next Door), regia di Richard Sale (1953)
- Superman and the Jungle devil, regia di Thomas Carr, George Blair (1954)
- A qualcuno piace caldo (Some Like It Hot), regia di Billy Wilder (1959)
- The Navy vs. The Night monsters, regia di Michael A. Hoey (1966)
- Papà ha quasi sempre ragione (All my darling daughters), regia di David Lowell Rich (1972)